# Pachygonidia nimerod
Pachygonidia nimerod är en fjärilsart som beskrevs av Jean Baptiste Boisduval 1870. Pachygonidia nimerod ingår i släktet Pachygonidia och familjen svärmare. Inga underarter finns listade i Catalogue of Life.